# Stigmoplusia megista
Stigmoplusia megista är en fjärilsart som beskrevs av Claude Dufay 1975. Stigmoplusia megista ingår i släktet Stigmoplusia och familjen nattflyn. Inga underarter finns listade i Catalogue of Life.